# Costum
Un costum és una norma jurídica del dret consuetudinari creada basant-se en un ús prolongat i reiterat. Es diferencia de l'usatge en el fet que aquest no té el caràcter imperatiu, que sí que té el costum.

## Concepte
La forma inicial de costum és l'usatge. En virtut del dret català, per tal que un usatge esdevingui costum i, per tant, força de llei, cal que sigui:
- Raonable: ha de ser conforme als principis generals del dret i de la moral.
- Espontani: la consciència del poble l'ha adoptat lliurement, sense coacció, ni error.
- Repetit: els actes que n'acrediten l'existència s'han anat produint en el mateix sentit, sense interrupció o contradicció.
- Prescrit: sancionat en el temps i l'experiència durant 30 anys o més.
- Provat: ha de constar la seva admissió en l'ús general d'una manera notòria, o se n'ha de demostrar l'existència pels mitjans de prova establerts en les lleis.

## Caracteritzacions
El costum pot ésser segons llei, quan li serveix de norma d'aplicació i interpretació; fora llei, quan té caràcter supletori per manca de lleis que judiquin un fet concret; o contra llei, que pot ser tant en sentit negatiu fent-lo il·legal, com en sentit positiu i fent-lo norma de llei.

## Rang
Els costums contra llei mai no poden ser contraris a les Constitucions de Catalunya, perquè aquestes tenen un rang major en tant que són un dret paccionat.

## Formes
El costum pot presentar-se en forma escrita, tant fruit de les compilacions del dret consuetudinari com de la jurisprudència establerta pels tribunals, com en forma no escrita.